# Kategoria Superiore (2014/2015)
Kategoria Superiore (2014/2015) był 76. oficjalnym sezonem najwyższej klasy rozgrywkowej w Albanii. 
Brało w niej udział 10 drużyn, które w okresie od 23 sierpnia 2014 do 22 maja 2015 rozegrały 36 kolejek. Tytuł obroniła drużyna Skënderbeu Korcza. W tym roku bezpośrednio spadły dwie ostatnie drużyny.

## Uczestniczące drużyny
| Uczestnicy z poprzedniej edycji                                                                               | Uczestnicy z poprzedniej edycji | Uczestnicy z poprzedniej edycji | Uczestnicy z poprzedniej edycji |
| --- | ------------------------------- | ------------------------------- | ------------------------------- |
| SKË | Skënderbeu Korcza               | 1                               |                                 |
| KUK | Kukësi                          | 2                               |                                 |
| LAÇ | KF Laçi                         | 3                               |                                 |
| TEU | Teuta Durrës                    | 4                               |                                 |
| PAR | Partizani Tirana                | 5                               |                                 |
| TIR | KF Tirana                       | 6                               |                                 |
| FLV | Flamurtari Vlora                | 7                               |                                 |
| VLS | KF Vllaznia                     | 8                               |                                 |
| Awans z Kategoria e Parë (2013/2014)                                                                          |                                 |                                 |                                 |
| ELB | KS Elbasani                     | 1                               |                                 |
| APO | Apolonia Fier                   | 2                               |                                 |
| Oznaczenia: - kolumna pierwsza – skróty nazw drużyn, - kolumna trzecia – miejsce zajęte w poprzednim sezonie. |                                 |                                 |                                 |

## Tabela
| Lp. | Drużyna           | M  | Z  | R | P  | B+ | B- | +/– | Pkt | Kwalifikacja lub spadek                                      |
| --- | ----------------- | -- | -- | - | -- | -- | -- | --- | --- | ------------------------------------------------------------ |
| 1   | Skënderbeu (M)    | 36 | 24 | 7 | 5  | 58 | 18 | +40 | 79  | Kwalifikacja do Liga Mistrzów UEFA • II runda kwalifikacyjna |
| 2   | Kukësi            | 36 | 23 | 6 | 7  | 59 | 27 | +32 | 75  | Kwalifikacja do Liga Europy UEFA • I runda kwalifikacyjna    |
| 3   | Partizani         | 36 | 22 | 7 | 7  | 42 | 24 | +18 | 73  | Kwalifikacja do Liga Europy UEFA • I runda kwalifikacyjna    |
| 4   | Tirana            | 36 | 21 | 8 | 7  | 47 | 27 | +20 | 71  |                                                              |
| 5   | Laçi (P)          | 36 | 20 | 9 | 7  | 46 | 19 | +27 | 69  | Kwalifikacja do Liga Europy UEFA • I runda kwalifikacyjna    |
| 6   | Flamurtari        | 36 | 10 | 8 | 18 | 29 | 37 | −8  | 38  |                                                              |
| 7   | Vllaznia          | 36 | 11 | 5 | 20 | 27 | 41 | −14 | 35  |                                                              |
| 8   | Teuta             | 36 | 9  | 2 | 25 | 31 | 54 | −23 | 29  |                                                              |
| 9   | Apolonia Fier (S) | 36 | 7  | 4 | 25 | 19 | 56 | −37 | 25  | Spadek do Kategoria e Parë                                   |
| 10  | Elbasani (S)      | 36 | 4  | 2 | 30 | 19 | 74 | −55 | 14  | Spadek do Kategoria e Parë                                   |

1. ↑  Vllaznia odjęto trzy punkty.

## Wyniki
| Gospodarz \ Gość | APO | ELB | FLA | KUK | LAÇ | PAR | SKË | TEU | TIR | VLL | APO | ELB | FLA | KUK | LAÇ | PAR | SKË | TEU | TIR | VLL |
| ---------------- | --- | --- | --- | --- | --- | --- | --- | --- | --- | --- | --- | --- | --- | --- | --- | --- | --- | --- | --- | --- |
| Apolonia Fier    |     | 0–1 | 1–1 | 0–1 | 0–2 | 1–0 | 0–0 | 1–0 | 0–3 | 0–1 |     | 4–1 | 2–1 | 2–2 | 1–4 | 0–2 | 0–1 | 2–1 | 0–2 | 2–0 |
| Elbasani         | 2–0 |     | 0–2 | 0–2 | 0–2 | 0–1 | 0–1 | 1–5 | 2–3 | 1–4 | 0–1 |     | 0–1 | 0–4 | 0–2 | 0–3 | 1–4 | 1–0 | 1–3 | 1–1 |
| Flamurtari       | 3–0 | 2–0 |     | 0–1 | 1–1 | 1–0 | 1–1 | 2–1 | 0–0 | 0–0 | 1–0 | 2–1 |     | 1–2 | 0–2 | 0–1 | 0–1 | 2–1 | 1–2 | 3–0 |
| Kukësi           | 0–0 | 3–0 | 2–0 |     | 1–0 | 0–1 | 1–0 | 1–0 | 1–0 | 2–1 | 2–1 | 3–0 | 4–0 |     | 0–0 | 3–0 | 0–1 | 5–2 | 4–1 | 1–0 |
| Laçi             | 3–1 | 1–0 | 1–1 | 0–0 |     | 1–1 | 0–2 | 3–0 | 2–0 | 3–0 | 2–0 | 2–0 | 2–1 | 2–1 |     | 1–1 | 1–0 | 1–0 | 3–0 | 1–0 |
| Partizani        | 1–0 | 1–0 | 0–0 | 2–0 | 2–0 |     | 1–0 | 2–0 | 2–0 | 0–1 | 1–0 | 4–1 | 2–1 | 1–1 | 1–0 |     | 0–0 | 2–1 | 2–2 | 1–0 |
| Skënderbeu       | 6–0 | 1–0 | 1–0 | 2–0 | 2–0 | 3–0 |     | 3–2 | 0–0 | 3–0 | 1–0 | 5–1 | 2–0 | 1–1 | 0–0 | 5–2 |     | 4–2 | 1–0 | 3–1 |
| Teuta            | 1–0 | 0–2 | 1–0 | 0–3 | 0–0 | 0–1 | 2–0 |     | 0–1 | 0–1 | 1–0 | 1–0 | 1–0 | 1–3 | 1–3 | 1–0 | 0–1 |     | 0–0 | 2–1 |
| Tirana           | 3–0 | 2–1 | 1–0 | 3–1 | 0–0 | 0–0 | 2–0 | 4–2 |     | 1–0 | 2–0 | 2–0 | 1–0 | 2–0 | 1–0 | 1–2 | 0–0 | 1–0 |     | 2–1 |
| Vllaznia         | 2–0 | 1–0 | 1–0 | 1–2 | 1–0 | 0–1 | 0–1 | 1–2 | 1–1 |     | 2–0 | 1–1 | 1–1 | 1–2 | 0–1 | 1–0 | 0–2 | 1–0 | 0–1 |     |

## Najlepsi strzelcy
| Bramki | Strzelcy           | Drużyna    |
| ------ | ------------------ | ---------- |
| 31     | Pero Pejić         | Kukësi     |
| 14     | Stevan Račić       | Partizani  |
| 12     | Elis Bakaj         | Tirana     |
| 10     | Segun Adeniyi      | Laçi       |
| 9      | Selemani Ndikumana | Tirana     |
| 8      | Marko Ćetković     | Laçi       |
| 8      | Mentor Mazrekaj    | Partizani  |
| 7      | Dhiego Martins     | Skënderbeu |
| 7      | Agim Meto          | Laçi       |
| 7      | Sebastián Sosa     | Vllaznia   |

Źródło: soccerway

## Stadiony
| Apolonia Fier         | Elbasani            | Flamurtari           | Kukësi                   | Laçi                |
| Stadiumi Loni Papuçiu | Elbasan Arena       | Stadiumi Flamurtari  | Stadiumi Zeqir Ymeri     | Stadiumi Laçi       |
| Pojemność: 6 800      | Pojemność: 12 800   | Pojemność: 13 000    | Pojemność: 10 000        | Pojemność: 11 000   |
|                       |                     |                      |                          |                     |
| Partizani             | Skënderbeu          | Teuta                | Tirana                   | Vllaznia            |
| Qemal Stafa Stadium   | Stadiumi Skënderbeu | Stadiumi Niko Dovana | Stadiumi Selman Stërmasi | Stadion Loro-Boriçi |
| Pojemność: 20 000     | Pojemność: 12 000   | Pojemność: 13 000    | Pojemność: 12 500        | Pojemność: 16 000   |
|                       |                     |                      |                          |                     |